# Wyżka

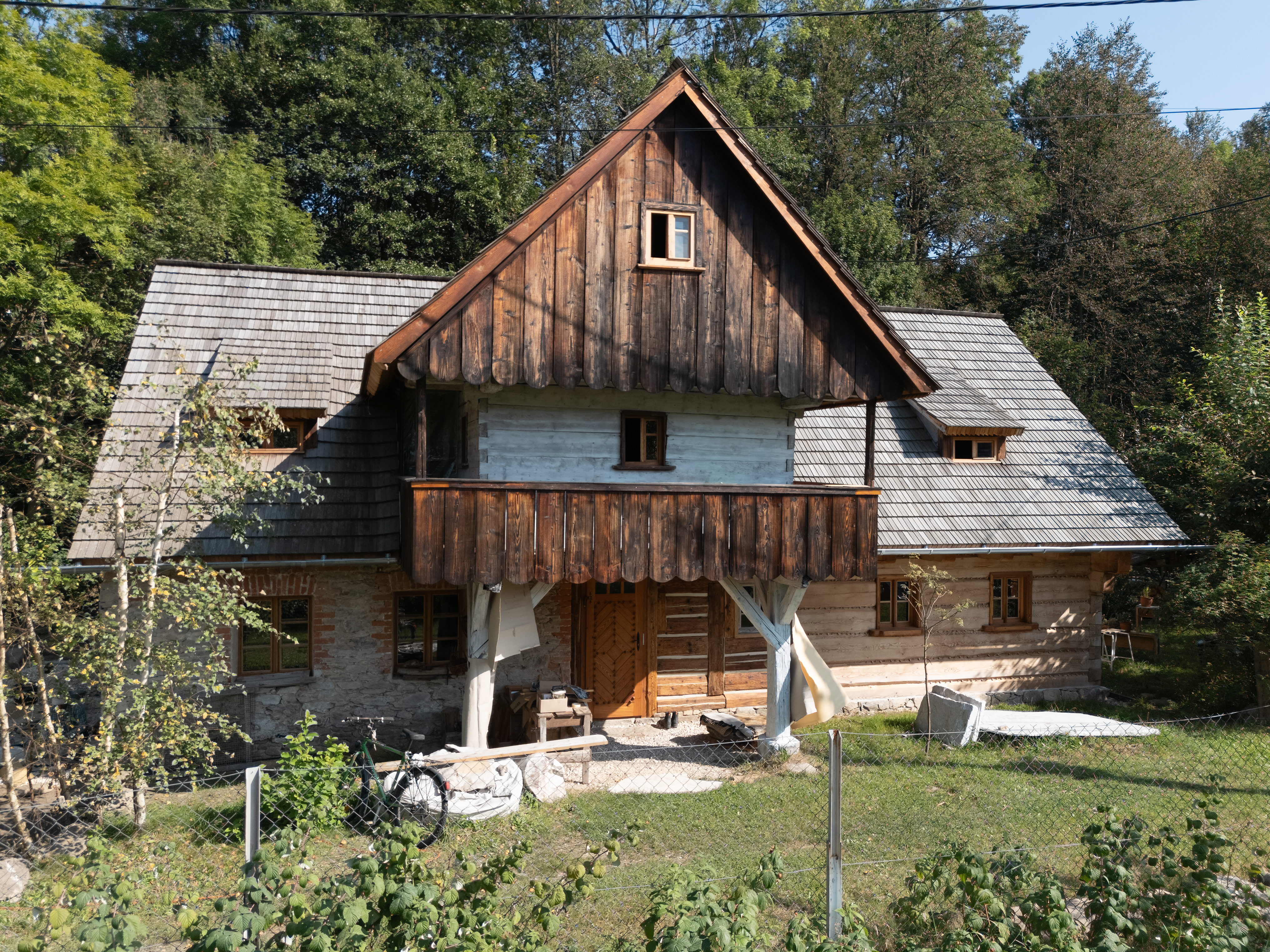
Dom z wyżką w Starym Gierałtowie

Wyżka – komora lub izba umieszczona na poddaszu w dawnych wiejskich i małomiasteczkowych budynkach mieszkalnych (dziś jeszcze na Podhalu i Orawie). Na Orawie na tzw. przedwyścu występował jeszcze ganek.